# Johann David Wilhelm Sachse

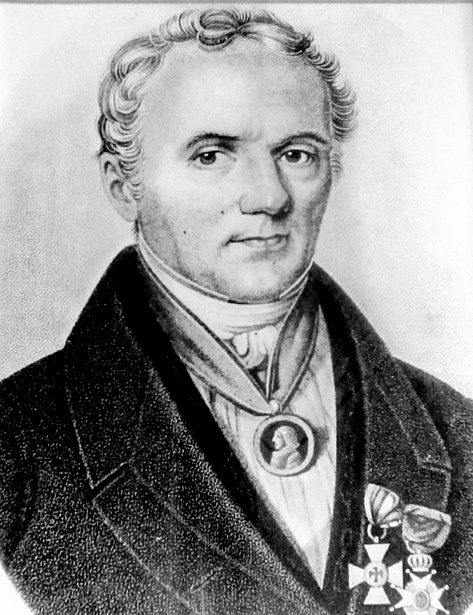
(Johann David) Wilhelm Sachse

Johann David Wilhelm Sachse (* 16. November 1772 in Uelzen; † 12. April 1860 in Schwerin) war ein deutscher Mediziner.

## Leben
(Johann David) Wilhelm Sachse war Sohn eines Amtschirurgs. Er absolvierte von 1788 bis 1791 das Königlich großbritannische und kurfürstlich braunschweig-lüneburgische Collegium chirurgicum. Daran anschließend ging er zum Studium der Medizin an die Universität Göttingen. Dort wurde er 1793 mit der Dissertation De tympanitide zum Dr. med. et. chir. promoviert. Er ging zu Lebrecht Friedrich Benjamin Lentin nach Lüneburg und praktizierte dort bis 1795. In diesem Jahr heiratete er die Tochter von Lentin. 1795 ließ er sich als praktischer Arzt in Parchim nieder. Er machte sich dort um die Einführung der Kuhpockenimpfung verdient.
Sachse folgte 1806 einem Ruf als Hofmedicus an den herzoglichen Hof in Schwerin. Auf Empfehlung von Christoph Wilhelm Hufeland erhielt er 1818 einen Ruf als Professor der Medizin an die Universität Bonn, den er allerdings ablehnte. 1819 wurde er zum Medizinalrat ernannt. Er erteilte zudem privaten Unterricht, so beispielsweise Ernst Ferdinand Nolte. Von 1820 bis zu dessen Tod 1837 war er Leibarzt des Großherzogs Friedrich Franz I. in Schwerin und Ludwigslust. Bis kurz nach seinem 50-jährigen Doktorjubiläum 1843 praktizierte er als Arzt weiter, musste sich dann allerdings aufgrund eines Lungenleidens zurückziehen.
Wilhelm Sachse wurde als Nestor der mecklenburgischen Ärzte bezeichnet. Er verfügte über eine umfangreiche Kupferstichsammlung über Ärzte. Er machte sich um den Ausbau des Kurbades Doberan verdient.
Seine Tochter Sophie (* 1797) wurde die Mutter des Mediziners Ludwig Bloedau in Nordhausen. Die Tochter Elisabeth (1802–1868) heiratete den Sanitätsoffizier und späteren Generalarzt Carl Frese, den Vater von Ida Masius.

## Ehrungen
- 1797 herzoglich mecklenburg-schwerinscher Titular-Hofmedicus
- 1806 herzoglich mecklenburg-schwerinscher Wirklicher Hofmedicus
- 1819 großherzoglich mecklenburg-schwerinscher Medizinalrat
- 1822 großherzoglich mecklenburg-schwerinscher Geheimer Medizinalrat
- Russischer Orden der Heiligen Anna II. Klasse
- Ritter des herzoglich Sachsen-Ernestinischen Hausordens
- Roter Adlerorden 2. Klasse
- großherzoglich mecklenburgische Zivilverdienstmedaille in Gold
- 1843 Ehrenbürger der Stadt Uelzen
- korrespondierendes Mitglied der königlichen Gesellschaft der Wissenschaften zu Göttingen[2]
- korrespondierendes Mitglied der königlich Preußischen Akademie der Wissenschaften in Berlin[2]

## Werke (Auswahl)
- Beobachtungen und Bemerkungen über die Kuhpocken. Mit Rücksicht auf die Einwendung des Herrn Hofrat Hertz. Berlin und Stettin 1802.
- Das Wissenswürdigste über die häutige Bräune. 2 Bände. Niemann, Lübeck 1810 und 1812. (Digitalisate)
- mit Johann Ernst Wichmann: Ideen zur Diagnostik. Angefangen von J. E. Wichmann, fortgesetzt von W. Sachse. 4 Bände in mehreren Auflagen. Hellwing, Hannover 1802–1836. (Digitalisat Band 1), (Band 2), (Band 3)
- Medicinische Beobachtungen und Bemerkungen. Über die Wirkung und den Gebrauch der Bäder, besonders der Seebäder zu Doberan. 2 Bände. Nicolai, Berlin 1835 und 1839. (Digitalisate)
- Vertheidigung der Ostsee-Bäder gegen die Verunglimpfungen mehrerer Aerzte, besonders des Herrn Dr. Mühry, und Nachtrag zur Bade-Literatur. Kürschner, Schwerin 1837.
- Verzeichniss von Bildnissen von Aerzten und Naturforschern seit den ältesten bis auf unsere Zeiten, mit Biographien. Erstes Heft. Marcus, Schwerin 1847. (Digitalisat)
- Über die neu eingerichtete Milch- und Molken-Anstalt in Verbindung mit Seebädern und dem inneren Gebrauche des Meerwassers am Strande zu Doberan. Kürschner, Schwerin 1848. (Digitalisat)